# Aviación simulada
Se entiende por aviación las infraestructuras, industria, personal y las organizaciones cuya actividad principal es la aviación, propiamente. En este sentido en que se engloba la actividad y sus medios materiales o personales, puede efectuarse una primera diferenciación entre aviación civil y aviación militar, en función de que el carácter de sus objetivos sea precisamente civil o militar.
Dentro de la Aviación simulada se encuentran dos grandes rublos como lo son Simulador de vuelo y Control del tráfico aéreo, desde el punto de vista de entrenamiento casero, para soportar el primer rublo nos encontramos con los simuladores aéreos los cuales no es más que recrear el concepto de aviación en un sistema que intenta replicar, o simular, la experiencia de volar una aeronave de la forma más precisa y realista posible.
La Aviación Simulada hoy en día se ve reflejada en Pilotos que vuelan desde sus hogares y/o oficinas con simuladores de Vuelo como es el Microsoft Flight Simulator, de la empresa Microsoft para su sistema operativo Windows.

## Comunidades virtuales
Hay una gran comunidad de usuarios para Microsoft Flight Simulator, en parte derivada de la estructura de simulador que permite numerosas modificaciones que pueden introducirse. También hay muchas compañías y organizaciones virtuales, donde los pilotos pueden hacer sus tareas como pilotos virtuales en una compañía aérea también virtual. Cuando apareció Internet, comenzaron a salir comunidades de Aviación Virtual, que no eran más que servidores compartidos donde los usuarios que volaban en el Microsoft Flight Simulator pudieran volar juntos e inclusive intercambiar mensajes de texto a través de una mensajería por ventana, luego comenzaron a salir herramientas que elevaron más allá el concepto de la aviación simulada y no solo nos permitieron hablar entre pilotos virtuales (en línea), sino que salieron sistemas que desarrollaron el otro rublo importante anteriormente mencionado el cual es el control aéreo, donde ahora no solo podías vivir la experiencia de volar, sino también de ser un controlador aéreo, con un sistema de radar instalado en tu PC.
Entre las comunidades de vuelo la más importante y conocida es IVAO, hoy en día con más de 36.000 Pilotos y Controladores Aéreo.

### Software de simulación
- Microsoft Flight Simulator (Aviación civil)
- X-Plane (Aviación civil)
- FlightGear (Aviación en general)